# Djoeanda Kartawidjaja
Djoeanda Kartawidjaja (Tasikmalaya, 14 januari 1911 – Jakarta, 7 november 1963), in de huidige Indonesische spelling Juanda Kartawijaya en vooral bekend als Ir. H. Juanda, was een Indonesische politicus en de 11e en laatste premier van Indonesië voordat het ambt werd afgeschaft in 1959. Zowel tijdens de Indonesische Onafhankelijkheidsoorlog als in de periode daarna had hij verschillende ministersposten.
Djoenda was tijdens de Onafhankelijkheidsoorlog minister van transport van 1946 tot 1949 in de kabinetten Sjahrir III, Amir Sjarifoeddin I en II en Hatta I. In dat laatste kabinet was hij ook een tijdje minister van openbare werken. Na de soevereiniteitsoverdracht werd Djoeanda opnieuw minister van transport van 1950 tot 1953 in de kabinetten Natsir, Soekiman en Wilopo. Aan het einde van de jaren 50, tijdens de overgang naar president Soekarno's idee van geleide democratie, werd de technocraat Djoeanda aangesteld als minister-president in het zakenkabinet van 1957-1959, bekend is als het kabinet-Djoeanda. Hij had in dat kabinet tevens de rol van minister van defensie. In 1959 werd Soekarno zelf naast president ook minister-president en Djoenda werd een soort vicepremier genaamd "eerste minister" (menteri pertama) in de kabinetten Kerja I, II en III. Een gedeelte van die periode was hij ook minister van Financiën. Hij was nog in functie toen hij overleed in 1963.
In 1963 werd Djoeanda Kartawidjaja geëerd met de titel Nationale held van Indonesië. Het vliegveld van Surabaya, de internationale luchthaven Juanda, is naar hem genoemd, net als de belangrijke weg Jalan Ir. H. Juanda (Dagoweg) in Bandung en het station Juanda in Jakarta. Hij staat ook afgebeeld op het bankbiljet van 50.000 roepia.

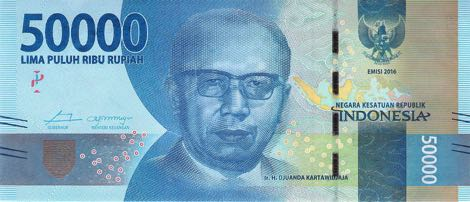
Djoeanda Kartawidjaja staat afgebeeld op het bankbiljet van 50.000 roepia.